# Dracaenura arfakalis
Dracaenura arfakalis là một loài bướm đêm trong họ Crambidae.